# Запорізький інститут економіки та інформаційних технологій
Запорізький інститут економіки та інформаційних технологій  (ЗІЕІТ) — вищий навчальний заклад у місті Запоріжжя IV рівня державної акредитації. Пройшов міжнародну сертифікацію «International Education Society, London». Випускники ЗІЕІТ можуть також крім державного диплома про вищу освіту отримати ще й міжнародний сертифікат IES. Інститут здійснює стандартну підготовку фахівців з рівнями: бакалавр, спеціаліст, магістр.

## Історія
Протоколом №97 від 13 липня 2012 року Державною акредитаційною комісією Міністерства освіти і науки, молоді та спорту України ЗІЕІТ визнано акредитованим за 4 (вищим) рівнем.

## Спеціальності
- Телекомунікації
- Оподаткування
- Комп'ютерні системи і мережі
- Економічна кібернетика
- Економіка підприємства
- Фінанси
- Маркетинг
- Міжнародна економіка
- Менеджмент організацій
- Облік і аудит
- Прикладна математика
- Переклад

## Підрозділи
- Ліцей економіки та інформаційних технологій
- Коледж ЗІЕІТ
- Військова кафедра

### ЗМІ
У виші випускаються два періодичних видання — «Вулиця Зарічна» і «Вулиця Спортивна».

### Філіали
Також інститут має окремі підрозділи у Мелітополі та Кривому Розі.